# Venonia kimjoopili
Venonia kimjoopili är en spindelart som beskrevs av Yoo och Volker W. Framenau 2006. Venonia kimjoopili ingår i släktet Venonia och familjen vargspindlar.
Artens utbredningsområde är Northern Territory, Australien. Inga underarter finns listade.